# Magali Reghezza-Zitt
 (janvier 2023).
Magali Reghezza-Zitt est une géographe française, née le 11 décembre 1978 à Nice. Elle est maître de conférences HDR et membre du Centre de formation sur l’environnement et la société de l'École normale supérieure de Paris.
Ses travaux portent sur les notions de risque et de crise, de vulnérabilité et de résilience, d'adaptation, dans le contexte de la mondialisation et des changements environnementaux.

## Biographie

### Jeunesse et études
Magali Reghezza-Zitt effectue ses études en classes préparatoires littéraires au lycée Louis-le-Grand. Elle est reçue cacique (major) du concours d'entrée à l'École normale supérieure de la rue d'Ulm (promotion A/L 2000). Elle est ensuite reçue à l'agrégation de géographie en 2003.

### Parcours professionnel
Magali Reghezza-Zitt est enseignante-chercheuse, docteure en géographie et aménagement.
Sa thèse, soutenue en 2006, porte sur le risque de crue centennale à Paris et sur les vulnérabilités liées,.
En 2015, elle devient maître de conférences habilitée à diriger des recherches à l'ENS, avec la publication de « De l’avènement du Monde à celui de la planète : le basculement de la société du risque à la société de l’incertitude »,,.
Elle participe en tant qu'experte aux comités de différents organismes comme le Centre européen de prévention des risques d'inondation, ou en 2017 le TRI de la métropole francilienne.
Elle est régulièrement invitée par des médias nationaux sur le thème des inondations et de la perception du risque,,. Certains de ses travaux se déroulent en partenariat avec des institutions telles que la préfecture de police de Paris.
C'est une spécialiste des risques naturels, de la vulnérabilité aux catastrophes, de la prévention et la gestion des risques et des crises et des questions de résilience et d'adaptation des territoires et des sociétés. Elle aborde ces questions de risques et de climats sous l'angle de la géographie et des sciences sociales.
Elle est nommée en 2019 membre du Haut Conseil pour le climat,, qu'elle quitte en août 2023.
Elle est nommée en 2021 chevalier de l'ordre national du Mérite.

## Thèmes de recherche
- risques naturels et prévention des catastrophes
- vulnérabilité et résilience urbaines
- adaptation au changement climatique et transition juste
- gouvernance des questions environnementales
- mondialisation, planétarisation

## Publications
- Magali Reghezza-Zitt, Paris coule-t-il ?, Fayard, 2012 (ISBN 978-2-213-65541-3)
- Géraldine Djament-Tran et Magali Reghezza-Zitt, Résiliences urbaines: les villes face aux catastrophes recherche et université, Éditions le Manuscrit, coll. « Fronts pionniers », 2012 (ISBN 978-2-304-03904-7)
- Magali Reghezza-Zitt, La France dans ses territoires, Sedes, coll. « Collection Pour les concours », 2013 (ISBN 978-2-301-00068-2)
- Résiliences. Sociétés et territoires face à l’incertitude, aux risques et aux catastrophes, ISTE Éditions, 2015  — traduction en anglais : Resilience Imperative: Uncertainty, Risks and Disasters, Elsevier, 2015
- Cynthia Ghorra-Gobin et Magali Reghezza-Zitt, Entre local et global: les territoires dans la mondialisation, Éditions le Manuscrit, coll. « Fronts Pionniers », 2016 (ISBN 978-2-304-04584-0)
- Magali Reghezza-Zitt, Des hommes et des risques : menaces locales, menaces globales, La Documentation française, septembre 2016, 63 p.
- Stéphanie Beucher, Magali Reghezza-Zitt et Annette Ciattoni, La géographie: pourquoi ? Comment ?, Hatier, coll. « Initial », 2017 (ISBN 978-2-218-99197-4)
- Magali Reghezza-Zitt, L'anthropocène (La Documentation photographique), CNRS Editions, coll. « La Documentation photographique », août 2023 (ISBN 978-2-271-14817-9, présentation en ligne)
- Magali Reghezza-Zitt, « Sobriété, résilience, adaptation : "La sobriété dont il est question aujourd’hui n’est pas une réponse à la nécessité d’atténuer le changement climatique, mais une réaction palliative à des chocs indépendants du climat" », échange avec Emmanuel Hache, Sacha Serero, Julia Tasse et Marc Verzeroli, La Revue internationale et stratégique, n° 128, p. 59-75.